# Saasenheim
Saasenheim es una localidad y comuna francesa, situada en el departamento de Bajo Rin en la región de Alsacia.

## Demografía
| 413 | 424 | 447 | 447 | 458 | 479 |
| Para los censos de 1962 a 1999 la población legal corresponde a la población sin duplicidades (Fuente: INSEE [Consultar]) |     |     |     |     |     |

## Patrimonio
- Iglesia de Saint Jean-Baptiste, de los siglos XVIII y XIX, con un órgano construido por Martin Bergantzel.
- La Maison à kniestock, de 1674